# Aerodynamik
Aerodynamik er en gren af fysikken og beskriver, hvordan luft (og andre gasser) opfører sig, når de er i bevægelse, og hvordan luften virker på ting, som befinder sig i bevægelse i den. Med hjælp af aerodynamikkens love kan man beregne f.eks., hvor stor løftekraft en flyvinge har, luftmodstanden for en bil, eller hvor krum banen bliver for en skruet bold. Også til beregning af strømningen inde i ventilationsrør etc. anvendes aerodynamikken. Den gren af fysikken, som behandler stillestående luft og andre gasser, kaldes aerostatik. 
Aerodynamisk betyder strømlinet, dvs. udformet, så luftmodstanden er minimal. Visse biler er designet, så de yder mindst mulig luftmodstand for at gøre benzinøkonomien bedst mulig. Beregninger afprøves med modeller i en vindtunnel. I sagens natur er alle flyvemaskiner (og alt udvendigt tilbehør til disse) aerodynamiske.

## Historie
Tanken bag at et menneske kunne flyve ses eksempelvis i den græske historie om Ikaros. Myten går på, at Ikaross far flygtede fra sit fængsel i en labyrint ved at flyve med vinger sat på armene, og med denne teknik ville Ikaros flyve til solen.
De første kendte tegninger af en maskine, der er i stand til at flyve med et menneske, er Leonardo da Vincis tegning af en ornitopter, som minder meget om en helikopter, bare med vinger på hver side der basker. Det er tydeligt at se, at idéen kommer fra insekter. 
Senere lavede Sir Isaac Newton som den første en teori om luftmodstand. I denne teori mente Newton, at luftmodstanden afhang af objektets masse og dets tilstand, flydende, fast eller en mellemting. Dette viste sig at være korrekt, så Newton opstillede en ligning, så han kunne beregne luftmodstanden.
{\displaystyle F=\rho SV^{2}\sin ^{2}\left(\theta \right)}
Hvor F er luftmodstanden, ρ er tætheden i stoffet, S er front arealet, V er hastigheden og θ er indfaldsvinklen.
Desværre viste det sig, at denne ligning er komplet ukorrekt til udregningen af luftmodstanden; den ville kun passe, hvis hastigheden var hypersonisk.
Sir George Cayley fik æren af at være den første, der splittede løftekraften og modstandskraften, som er brugt på alle flyvende fartøjer, fra hinanden. Cayley troede, at luftmodstanden på et flyvende fartøj skulle modsvares af fremdriften, for at det skulle fungere. Han kiggede også på naturen og dyrene som Leonardo da Vinci for at finde formen på en vinge, der gav den mindste luftmodstand. Han kiggede på en ørreder, dette virker måske underligt, men en fisk er faktisk designet til at have så lidt modstand som muligt, bare i vandet i stedet for luften. Her kiggede han specielt på deres tværsnit, det er også denne form, vi i dag bruger til flyvemaskiner.
Denne opdagelse førte til talrige forsøg med forskellige vingeformer; dette er foregået gennem det 18. og 19. Århundrede. Sidst i denne periode tilbød Gustave Eiffel, at der kunne laves forsøg ved at kaste flade plader ned fra Eiffeltårnet.
Brødrene Wright var de første, der havde succes med at bygge et fly, der kunne styres og kunne bære et menneske. Dette lykkedes den 19. december år 1903; de udviklede denne teknologi de følgende 2 år og var derfor også de første til at lave en vinge, der også var i stand til at være mekanisk. Idéen bag deres styring af flyet var at lave et ”3-aksesystem”, det vil sige, at flyet var i stand til at dreje om 3 forskellige akser, se evt. billede for bedre forståelse. Dette er også den metode, et fly bliver styret på i dag. Der er dog lavet en del justeringer siden Wright-brødrenes oprindelige idé.